# Dario Malkowski
Dario Malkowski (* 14. Juni 1926 in Schönebeck (Elbe); † 13. Dezember 2017) war ein deutscher Bildhauer und Keramiker. 

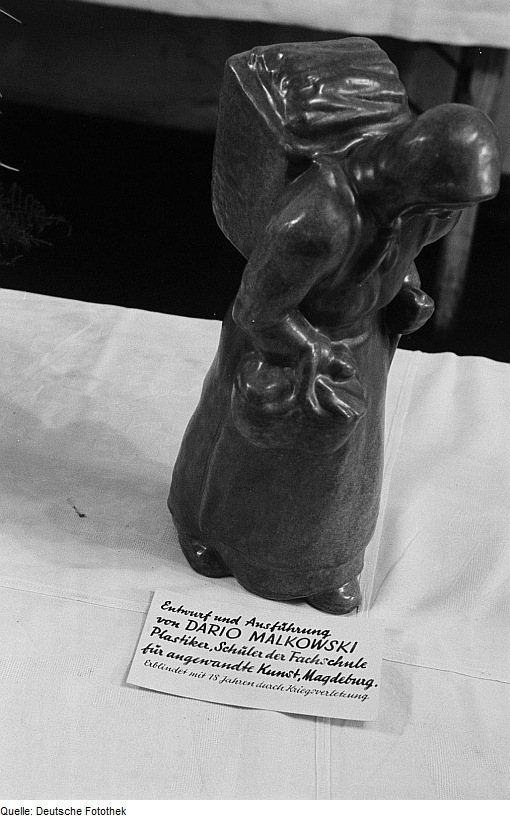
Plastik von Dario Malkowski

## Leben und Werk
Während des Zweiten Weltkriegs verlor Dario Malkowski 1944 mit 18 Jahren sein Augenlicht durch eine Granate und wurde zum Kriegsblinden. Nach Kriegsende absolvierte Malkowski zunächst eine Ausbildung zum Holzschnitzer. Im Anschluss studierte er von 1949 bis 1953 in Magdeburg an der Fachschule für angewandte Kunst und der gleichnamigen Leipziger Schule.
Malkowski fertigte Werke für den Blindenverband der Deutschen Demokratischen Republik und die Deutsche Zentralbücherei für Blinde zu Leipzig. 1953 entstand für Letztere Der lesende Blinde.
Sehende Hände durch Louis Braille ist eine weitere Arbeit Malkowskis. Ebenso die Bronzeplastik Buch des Lebens, die sich in der Kongressbibliothek für Blinde und Sehbehinderte in  Washington befindet.
Auch das Braille-Museum in Paris weist eine von Dario Malkowski geschaffene Büste von Louis Braille auf.

## Ehrenpreise von Dario Malkowski

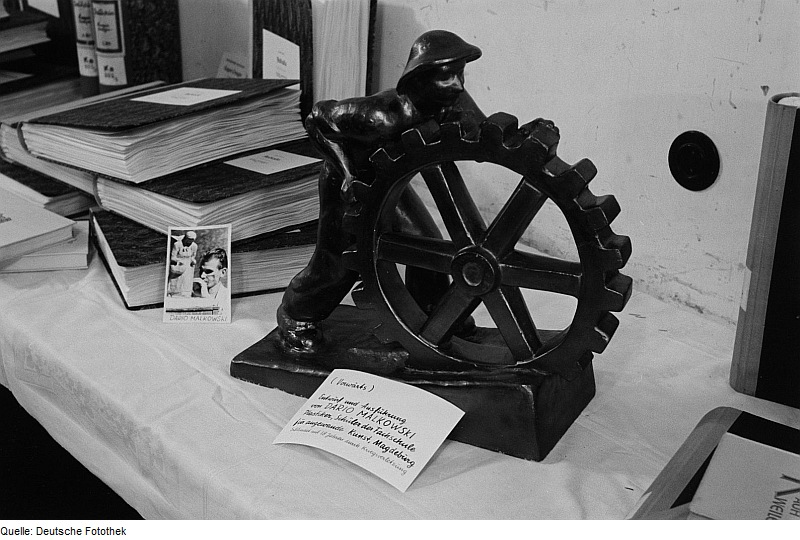
Vorwärts, Plastik von Dario Malkowski

### Hand mit Lorbeer
Dario Malkowski fertigte das Relief aus Bronze Hand mit Lorbeer. Dieses zeigt eine Hand, welche zwei Lorbeerzweige hält. Die Hand mit Lorbeer erinnert an die Antike, in welcher der Lorbeerkranz als Siegerpreis im sportlichen oder künstlerischen Wettkampf diente. Das Relief wurde anlässlich der fünfzigsten Verleihung des Hörspielpreises der Kriegsblinden im Jahr 2001 geschaffen. Seit 2002 wird die Hand mit Lorbeer den Laureaten des Kriegsblindenpreises als Ehrenpreis verliehen.  

### Die Lauschende
Auch Die Lauschende stammt von Dario Malkowski. Diese Skulptur wird im Rahmen der Verleihung des Deutschen Hörfilmpreises überreicht. Das Bronzerelief zeigt ein Frauengesicht. Eine Hand der Frau befindet sich hinter dem Ohr, um das Hören deutlich zu machen, die andere Hand bedeckt die Augen. Symbolisiert wird, wie blinde und sehbehinderte Menschen einen Film erleben.

## Ausstellungen
Seit 2016 ist das Werk von Dario Malkowski in einer Dauerausstellung im Industriemuseum Schönebeck zu sehen.

## Auszeichnungen
Im Jahr 2004 zeichnete Wolfgang Böhmer Dario Malkowski mit dem Bundesverdienstkreuz am Bande aus. 2011 wurde er Ehrenbürger der Stadt Schönebeck (Elbe).